# 揖宿山地
揖宿山地（いぶすきさんち）は、鹿児島県の薩摩半島中部から南部にかけて広がる山地である。

## 地理
標高300-600メートルの低い山地であり、万之瀬川沿いの低地を挟んで北東部と南西部に分けられる。北側には北薩火山群が隣接し、南西部は南薩火山群と交錯している。

### 山岳
- 金峰山 - 標高636メートル（最高峰）
- 熊ヶ岳 - 標高590メートル
- 長屋山 - 標高513メートル
- 蔵多山 - 標高475メートル

## 地質
揖宿山地は四万十層群北帯と呼ばれる地層が隆起した山地であるが、各所に阿多火砕流や入戸火砕流の堆積物からなるシラス台地が入り組んでいる。第四紀に入ってから沈降する傾向があり、南西部の坊津付近はリアス式海岸となっている。金峰山の北側には花崗岩からなる直径100メートル程度の小規模な岩体が多数分布しており、スズ、アンチモン、二酸化チタンなどの鉱脈がある。